# Lista de Prefeitos de Biguaçu
Esta é uma lista dos prefeitos de Biguaçu (incluindo os que ocuparam o cargo interinamente).

## Superintendentes e prefeitos (1894-2025)
| Nº | Nome                            | Imagem                | Partido                                          | Início do mandato      | Fim do mandato                                              | Observações                                                |
| 1  | João Nicolau Born               |                       | Partido Conservador                              | 1894                   | 1898                                                        | Superintendente                                            |
| 2  | Manoel Teixeira de Oliveira     |                       |                                                  | 1899                   | 1906                                                        | Superintendente                                            |
| 3  | Emídio Corrêa de Amorim         |                       |                                                  | 1907                   | 1910                                                        | Superintendente                                            |
| 4  | Alfredo da Silva Born           |                       |                                                  | 1911                   | 1914                                                        | Superintendente                                            |
| -  | Manoel Teixeira de Oliveira     |                       |                                                  | 1915                   | 1918                                                        | Superintendente (2º mandato)                               |
| 5  | José Augusto de Faria           |                       | Partido Republicano Catarinense PRC              | 1919                   | 1924                                                        | Superintendente                                            |
| 6  | Tomaz Celestino de Souza        |                       | Partido Republicano Catarinense PRC              | 1925                   | 1926                                                        | Superintendente                                            |
| 7  | Leopoldo Freiberger             |                       | Partido Republicano Catarinense PRC              | 1927                   | 1930                                                        | Prefeito                                                   |
| 8  | Jorge Adalberto da Rosa         |                       | Partido Social Democrático PSD                   | 1930                   | 1931                                                        | Prefeito nomeado                                           |
| 9  | Alfredo Álvares da Silva        |                       |                                                  | 1931                   | 1943                                                        | Prefeito                                                   |
| 10 | Antônio de Pádua Pereira        |                       |                                                  | 1943                   | 1945                                                        | Prefeito nomeado                                           |
| 11 | Francisco Gouveia               |                       |                                                  | 1945                   | 1946                                                        | Prefeito nomeado pelo governo estadual                     |
| 12 | Nilo Prazeres                   |                       |                                                  | 1946                   | 1946                                                        | Prefeito nomeado                                           |
| 13 | João Elói Mendes                |                       |                                                  | 1946                   | 1947                                                        | Prefeito nomeado pelo governo estadual                     |
| 14 | Hugo Amorim                     |                       |                                                  | 1947                   | 1947                                                        | Prefeito interino                                          |
| 15 | Orlando Romão de Faria          |                       | Partido Social Democrático PSD                   | 1947                   | 1951                                                        | Prefeito                                                   |
| 16 | Cantídio Viríssimo Bernardino   |                       | União Democrática Nacional UDN                   | 1951                   | 1956                                                        | Prefeito eleito em sufrágio universal.                     |
| 17 | Ulmar Sarda da Silva            |                       | União Democrática Nacional UDN                   | 1956                   | 1961                                                        | Prefeito eleito em sufrágio universal.                     |
| 18 | Avelino Muller                  |                       | Partido Social Democrático PSD                   | 1961                   | 1966                                                        | Prefeito eleito em sufrágio universal.                     |
| 19 | Jorge Fernandes de Alcântara    |                       | União Democrática Nacional UDN                   | 1966                   | 1970                                                        | Prefeito                                                   |
| 20 | Paulo Frederico Alves Wildner   |                       | União Democrática Nacional UDN                   | 1970                   | 1973                                                        | Prefeito                                                   |
| 21 | Lauro Locks                     |                       | Aliança Renovadora Nacional ARENA                | 1974                   | 1977                                                        | Prefeito                                                   |
| 22 | João Brasil de Azevedo          |                       | Aliança Renovadora Nacional ARENA                | 1978                   | 1982                                                        | PrefeitoVice-Prefeito, nos mandatos 1973-1977 / 1989-1992  |
| 23 | Arlindo Corrêa                  |                       | Aliança Renovadora Nacional ARENA                | 1983                   | 31 de dezembro de 1988                                      | Prefeito eleito em sufrágio universal.                     |
| 24 | José Eduardo da Costa           |                       | Partido Democrático Social PDS                   | 1º de janeiro de 1989  | 31 de dezembro de 1992                                      | Prefeito Mandato 1989-1992 Vice-Prefeito Mandato 1983-1988 |
| 25 | Sadi Peixoto                    |                       | Partido do Movimento Democrático Brasileiro PMDB | 1º de janeiro de 1993  | 31 de dezembro de 1996                                      | Prefeito eleito em sufrágio universal.                     |
| 26 | Arlindo Corrêa                  |                       | Aliança Renovadora Nacional ARENA                | 1º de janeiro de 1997  | 31 de dezembro de 2000                                      | Prefeito eleito em sufrágio universal. (2º mandato)        |
| 27 | Vilmar Astrogildo Tuta de Souza |                       | Partido do Movimento Democrático Brasileiro PMDB | 1º de janeiro de 2001  | 31 de dezembro de 2004                                      | Prefeito eleito em sufrágio universal.                     |
| 27 | Vilmar Astrogildo Tuta de Souza | 1º de janeiro de 2005 | Partido do Movimento Democrático Brasileiro PMDB | 2 de abril de 2008     | Prefeito reeleito em sufrágio universal, renuncia ao cargo. |                                                            |
| 28 | Ivo Delagnelo                   |                       | Partido do Movimento Democrático Brasileiro PMDB | 3 de abril de 2008     | 31 de dezembro de 2008                                      | Vice-prefeito no cargo de titular.                         |
| 29 | José Castelo Deschamps          |                       | Partido Progressista PP                          | 1º de janeiro de 2009  | 31 de dezembro de 2012                                      | Prefeito eleito em sufrágio universal.                     |
| 29 | José Castelo Deschamps          | 1º de janeiro de 2013 | Partido Progressista PP                          | 10 de dezembro de 2014 | Prefeito reeleito em sufrágio universal, renuncia ao cargo. |                                                            |
| 30 | Ramon Wollinger                 |                       | Partido Social Democrático PSD                   | 11 de dezembro de 2014 | 31 de dezembro de 2016                                      | Prefeito eleito em sufrágio universal.                     |
| 30 | Ramon Wollinger                 | 1º de janeiro de 2017 | Partido Social Democrático PSD                   | 30 de novembro de 2020 | Prefeito reeleito em sufrágio universal.                    |                                                            |
| 31 | Vilson Noberto Alves            |                       | Partido Progressista PP                          | 1º de dezembro de 2020 | 31 de dezembro de 2020                                      | Vice-prefeito no cargo de titular                          |
| 32 | Salmir da Silva                 |                       | Movimento Democrático Brasileiro MDB             | 1º de janeiro de 2021  | 31 de dezembro de 2024                                      | Prefeito eleito em sufrágio universal.                     |
| 32 | Salmir da Silva                 | 1° de janeiro de 2025 | Movimento Democrático Brasileiro MDB             | Atualidade             | Prefeito reeleito em sufrágio universal.                    |                                                            |